# Spirit (Wisconsin)
Spirit es un pueblo ubicado en el condado de Price en el estado estadounidense de Wisconsin. En el Censo de 2010 tenía una población de 277 habitantes y una densidad poblacional de 2,57 personas por km².

## Geografía
Spirit se encuentra ubicado en las coordenadas 45°25′28″N 90°5′47″O / 45.42444, -90.09639. Según la Oficina del Censo de los Estados Unidos, Spirit tiene una superficie total de 107.59 km², de la cual 106.31 km² corresponden a tierra firme y (1.18%) 1.27 km² es agua.

## Demografía
Según el censo de 2010, había 277 personas residiendo en Spirit. La densidad de población era de 2,57 hab./km². De los 277 habitantes, Spirit estaba compuesto por el 94.95% blancos, el 0% eran afroamericanos, el 0.36% eran amerindios, el 0% eran asiáticos, el 1.08% eran isleños del Pacífico, el 2.89% eran de otras razas y el 0.72% pertenecían a dos o más razas. Del total de la población el 3.25% eran hispanos o latinos de cualquier raza.